# Петница (Шавник)
Петница (на сръбски: Петњица) е село в Черна гора, част от община Шавник. Населението му е около 36 души.

## География
Селото се намира близо до малко градче Шавник.

## Население
Според преброяването от 2003 г. има 36 жители:
- сърби – 29 (80,55%)
- черногорци – 7 (19,44%)

Според преброяването от 1991 г. има 47 жители.

## Личности
Родени в Петница
- Радован Караджич, политик
- Томислав Караджич, бизнесмен